# الطوقان (كوكبة)
كوكبة الطوقان (بالإنجليزية: The Toucan Bird)‏؛ وباللاتينية: Tucana.

صورة لبرج الطوقان.

وبرج الطوقان من أبراج النصف الجنوبي للكرة الأرضية, ويكون واضح الرؤية جنوب خط العرض 14 درجة بإتجاه الشمال وفي الفترة الواقعة ما بين شهري آب وتشرين الأول.
وتم تحديد هذا البرج من قبل بيتر كيسير (بالإنجليزية: Pieter Dirksz Keyser)‏ وفريدريك دي هوتمان (بالإنجليزية: Fredrick de Houtman)‏ ما بين عامي 1595م و1597م.
وقد أطلق اسم الطوقان على هذا البرج من قبل جون باير (بالإنجليزية: Johann Bayer)‏.
ومن المجرات المتواجدة ضمن نطاق برج الطوقان: NGC 292.
ومن التجمعات النجمية: NGC 104, NGC 330, NGC 362, NGC 419.